# بليتش (الموسم 13)
حكايات قاتل الأرواح غير المعروفة (斬魄刀異聞篇 زانباكوتو إبون هِن) هو الموسم الثالث عشر من أنمي بليتش، ويحتوي على 36 حلقة. قام بإخراج الموسم نوريوكي أبيه وأنتجه تلفاز طوكيو و‌دنستو و‌إستديو بيرو. الموسم مقتبس من مانغا بنفس الاسم للمؤلف تايت كوبو ولكن بقصة حصرية لمسلسل الأنمي فقط. يحكي الموسم عن سيوف الشينيغامي المعروفة باسم قاتل الأرواح (الزانباكتو) واتخاذها هيئة بشرية ثم إعلانها الحرب على حامليها، بقيادة رجل غامض يدعي موراماسا (زانباكتو سابق). وهذا الموسم هو أول موسم يُنتَج بنسبة أبعاد 16:9.
بدأ عرض الموسم في اليابان على تلفاز طوكيو ابتداءً من 28 يوليو 2009 وحتى 6 أبريل 2010. أصدرت أنيبلكس 9 مجلدات بصيغة دي في دي كل منها يحتوي على 4 حلقات ابتداءً من 26 مايو 2010 وحتى 26 يناير 2011.
يحتوي الموسم على 5 شارات موسيقية: شارتان للبداية وثلاث شارات للنهاية. شارة البداية الأولى هي "فتيات" (少女S شوجو إسو) من أداء سكاندال، واِستُخدِمت من الحلقة 230 وحتى الحلقة 242. شارة البداية الثانية هي أنيما روسا (アニマロッサ) من أداء بورنو غرافيتي، واِستُخدِمت لبقية الحلقات. شارة النهاية الأولى هي «راكب الأمواج المجنون» (Mad Surfer) من أداء كنيتشي أساي، واِستُخدِمت من الحلقة 230 وحتى الحلقة 242. شارة النهاية الثانية "شخص زهرة الكرز" (さくらびと ساكورابيتو) من أداء صن ست سويش، واِستُخدِمت من الحلقة 243 وحتى الحلقة 255. شارة النهاية الثالثة والأخيرة هي "تركك" (旅立つキミへ تابيداتسو كيمي إي) من أداء آر إس بي، واِستُخدِمت لبقية الحلقات.

## قائمة الحلقات
| الرقم | عنوان الحلقة                                                                      | فصول المانغا | تاريخ العرض الأصلي |
| ----- | --------------------------------------------------------------------------------- | ------------ | ------------------ |
| 230   | «عدو جديد! تجسد الزانباكتو» (新たなる敵！斬魄刀実体化)                            | حصرية        | 28 يوليو 2009      |
| 231   | «بياكويا، الاختفاء مع أزهار الكرز» (白哉、桜と共に消ゆ)                           | حصرية        | 4 أغسطس 2009       |
| 232   | «سودي نو شيرايوكي ضد روكيا! القلب المرتبك» (袖白雪vsルキア！心の惑い)             | حصرية        | 11 أغسطس 2009      |
| 233   | «زانغيتسو يصبح عدوًا» (敵となった斬月)                                             | حصرية        | 18 أغسطس 2009      |
| 234   | «رينجي متفاجئ؟! زابيمارو المضاعف» (恋次驚愕!? 2人の蛇尾丸)                        | حصرية        | 25 أغسطس 2009      |
| 235   | «اشتباك! هيساغي ضد كازيشيني» (激突！檜佐木vs風死)                                 | حصرية        | 1 سبتمبر 2009      |
| 236   | «إطلاق! الغيتسوغا تينشو الجديدة» (放て！新たなる月牙天衝)                         | حصرية        | 8 سبتمبر 2009      |
| 237   | «سوي فونغ، محاصرة الزانباكتو» (砕蜂、斬魄刀を包囲せよ)                            | حصرية        | 15 سبتمبر 2009     |
| 238   | «صداقة؟ كراهية؟ هينكو & توبيومي» (友情？嫌悪？灰猫＆飛梅)                         | حصرية        | 22 سبتمبر 2009     |
| 239   | «صحوة هيورينمارو! قتال هيتسوغايا الضاري» (目覚めよ氷輪丸！日番谷激闘)             | -16          | 29 سبتمبر 2009     |
| 240   | «خيانة بياكويا» (裏切りの白哉)                                                    | حصرية        | 6 أكتوبر 2009      |
| 241   | «لأجل الفخر! بياكويا ضد رينجي» (誇りのために！白哉VS恋次)                         | حصرية        | 13 أكتوبر 2009     |
| 242   | «الشينيغامي والزانباكتو، الغارة الكلية» (死神＆斬魄刀、総出撃)                    | حصرية        | 20 أكتوبر 2009     |
| 243   | «قتال واحد ضد واحد! إيتشيغو ضد سينبونزاكورا» (一騎打ち！一護VS千本桜)             | حصرية        | 27 أكتوبر 2009     |
| 244   | «الذي طال انتظاره... ظهور كينباتشي!» (満を持して…剣八登場！)                      | حصرية        | 3 نوفمبر 2009      |
| 245   | «مطاردة بياكويا! فرق الغوتاي المرتبكة» (白哉を追え！混乱の護廷隊)                 | حصرية        | 10 نوفمبر 2009     |
| 246   | «مهمة خاصة! إنقاذ القائد الأعلى ياماموتو!» (特務！山本総隊長を救出せよ！)         | حصرية        | 17 نوفمبر 2009     |
| 247   | «الشينيغامي المخدوع! أزمة انهيار العالم» (騙された死神！世界崩壊の危機)           | حصرية        | 24 نوفمبر 2009     |
| 248   | «تنين الجليد وتنين اللهيب! المواجهة الحاسمة الأقوى!» (氷の龍と炎の龍！最強対決！) | حصرية        | 1 ديسمبر 2009      |
| 249   | «بانكاي سينبونزاكورا! هجوم ودفاع عالم الأحياء» (千本桜卍解！現世の攻防)           | حصرية        | 8 ديسمبر 2009      |
| 250   | «ذلك الرجل، لأجل عشيرة الكوتشيكي» (その男・朽木家ゆえに)                          | حصرية        | 15 ديسمبر 2009     |
| 251   | «التاريخ المظلم! ميلاد الشينيغامي الأسوء» (闇の歴史！最凶の死神、誕生)            | حصرية        | 22 ديسمبر 2009     |
| 252   | «بياكويا، الحقيقة وراء خيانته» (白哉、裏切りに隠された真実)                       | حصرية        | 5 يناير 2010       |
| 253   | «الكشف عن هوية موراماسا الحقيقية» (明かされた村正の正体)                          | حصرية        | 12 يناير 2010      |
| 254   | «بياكويا ورينجي، عودة الفرقة السادسة» (白哉と恋次、六番隊再び)                    | حصرية        | 19 يناير 2010      |
| 255   | «الفصل الأخير: حكايات قاتل الأرواح غير المعروفة» (終章・斬魄刀異聞篇)             | حصرية        | 26 يناير 2010      |
| 256   | «غضب بياكويا! انهيار عشيرة الكوتشيكي» (怒りの白哉！朽木家崩壊)                    | حصرية        | 2 فبراير 2010      |
| 257   | «عدو جديد! الطبيعة الحقيقية لسيوف الشياطين» (新たな敵！刀獣の正体)                | حصرية        | 9 فبراير 2010      |
| 258   | «أفعى ضالة، سعدان (قرد) معذب» (迷子の蛇、受難の猿)                                | حصرية        | 16 فبراير 2010     |
| 259   | «رعب! الوحش المتربص تحت الأرض» (恐怖！地下に潜む怪物)                             | حصرية        | 23 فبراير 2010     |
| 260   | «خاتمة؟! هيساغي ضد كازيشيني» (決着！？檜佐木VS風死)                               | حصرية        | 2 مارس 2010        |
| 261   | «الشخص ذو القدرة المجهولة! أوريهيمي مستهدفة» (未知なる能力者！狙われた織姫)       | حصرية        | 9 مارس 2010        |
| 262   | «سيف الشيطان المأسوي! بكاء هينيكو!» (悲劇の刀獣！灰猫、号泣！)                    | حصرية        | 16 مارس 2010       |
| 263   | «الحبس؟! سينبونزاكورا & زابيمارو» (幽閉？！千本桜＆蛇尾丸)                        | حصرية        | 23 مارس 2010       |
| 264   | «معركة الإناث؟ كاتين كيوكوتسو ضد ناناو» (女の戦い？花天狂骨vs七緒！)              | حصرية        | 30 مارس 2010       |
| 265   | «تطور؟! تهديد سيف الشيطان الأخير» (進化！？最後の刀獣の脅威)                      | حصرية        | 6 أبريل 2010       |

## إصدارات منزلية
| المجلد | تاريخ الإصدار  | الحلقات | مرجع   |
| ------ | -------------- | ------- | ------ |
| 1      | 26 مايو 2010   | 230–233 | [ 4 ]  |
| 2      | 23 يونيو 2010  | 234–237 | [ 11 ] |
| 3      | 21 يوليو 2010  | 238–241 | [ 12 ] |
| 4      | 25 أغسطس 2010  | 242–245 | [ 13 ] |
| 5      | 22 سبتمبر 2010 | 246–249 | [ 14 ] |
| 6      | 27 أكتوبر 2010 | 250–253 | [ 15 ] |
| 7      | 24 نوفمبر 2010 | 254–257 | [ 16 ] |
| 8      | 15 ديسمبر 2010 | 258–261 | [ 17 ] |
| 9      | 26 يناير 2011  | 262–265 | [ 5 ]  |